# 罗伯特·库伦
罗伯特·库伦（英語：Robert Cullen，1985年6月7日—），出生于茨城县土浦市，北爱尔兰裔日本足球运动员，现效力于千叶县足球甲级联赛球队房总木更津流浪者。

## 俱乐部生涯
库伦曾经在和柏雷素尔有合作关系的小学（筑波市立竹園西小学校）和初中（筑波市立竹園東中学校）练习足球，高中时进入足球名校船橋市立船橋高等学校。在2003年日本天皇杯中，他帮助船橋高等学校在前两轮先后以1比0的相同比分击败群马县代表草津温泉和阪南大学，第三轮和当时日本足坛王者横滨水手的比赛通过点球决胜后才被淘汰出局。库伦的表现也获得J联赛球队的注意。
2004年，库伦加盟磐田喜悦，并在5月5日和大分三神的比赛中上演职业生涯的联赛首秀。5月19日，他在2004年亚足联冠军联赛磐田喜悦客场3比2击败泰国球队BEC特罗萨萨纳射进职业生涯的首个进球。2005年，他在和清水鼓动的“静冈德比”中打进第一个联赛进球，赛季出场31次取得13个进球，当选为联赛新人王。但之后几个赛季，由于磐田喜悦在前锋位置更多选用日本国家队前锋前田辽一和外籍球员，库伦的出场时间受到压缩。
2010年7月，和磐田喜悦合约到期的库伦离开磐田喜悦。他先是前往J2联赛球队横滨FC训练，但最后选择加盟能保证他出场时间的另一支J2球队熊本罗亚素。
2010年12月10日，库伦前往荷兰足球甲级联赛球队VVV芬洛试训，并于2011年1月14日正式加盟。1月23日，他在VVV芬洛对阵的比赛中首次在荷甲联赛出场。2月25日，他在和SBV精英的比赛中射入制胜球，这也是他在荷兰的首个正式比赛进球。
2018年，庫倫加盟英國第七級別聯賽的萊瑟足球會。

## 国家队生涯
库伦曾入选日本U20国家足球队参加2005年在荷兰举行的世青赛。
2012年2月，有报道称北爱尔兰足球代表队主教练迈克尔·奥尼尔曾联系过库伦，劝说他选择为北爱尔兰队出战。

## 个人
库伦的父亲是北爱尔兰人，母亲是日本人，他选择加入日本国籍。